# البرتو هردیا
البرتو هردیا (انگلیسی: Alberto Heredia؛ زادهٔ ۲۰ دسامبر ۱۹۸۲) بازیکن فوتبال اهل اسپانیا است.
از باشگاه‌هایی که در آن بازی کرده‌است می‌توان به باشگاه فوتبال غیرت اشاره کرد.